# Calgacus
Potrivit lui Tacitus, Calgacus (uneori numit și Calgacos sau Galgacus) a fost o căpetenie a Confederației Caledoniene care a luptat cu armata romană a lui Gnaeus Julius Agricola în bătălia de la Mons Graupius din nordul Scoției în 83 sau 84 d.Hr. Numele său poate fi interpretat ca fiind cuvântul celtic * calg-ac-os, „care deține o lamă”, și se pare că este înrudit cu calgach din limba gaelic (galică scoțiană) (însemnând iritabil sau feroce). Nu se știe dacă cuvântul este un nume sau un titlu.

## Biografie
El a fost primul caledonian care a fost consemnat în istorie. Singura sursă istorică care îl prezintă este Tacitus în Agricola, care îl descrie drept „cel mai distins prin naștere și vitejie dintre căpetenii”. Tacitus a scris un discurs pe care l-a atribuit lui Calgacus, spunând că Calgacus l-a ținut înainte de bătălia de la Mons Graupius. Discursul descrie exploatarea Marii Britanii de către Roma și își ridică trupele la luptă.
Următorul fragment este din discursul atribuit lui Calgacus de către istoricul Tacitus în Agricola, dar majoritatea istoricilor notează că, deoarece Calgacus se lupta cu socrul lui Tacitus (Gnaeus Julius Agricola) în această bătălie, cititorul ar trebui să-și asume o oarecare părtinire în relatare:
„Ori de câte ori mă gândesc la originea acestui război și la necesitățile poziției noastre, am siguranța că această zi și această unire a voastră vor fi începutul libertății pentru întreaga Britanie. Pentru noi toți sclavia este un lucru necunoscut; nu există pământuri dincolo de noi și nici măcar marea nu este sigură, amenințată ca și noi de către o flotă romană. Și astfel, în război și în luptă, în cadrul cărora vitejii își găsesc gloria, până și lașul își va afla siguranța. Luptele anterioare, în care, prin diverse sorți, li s-a ținut piept romanilor, au lăsat încă în noi o ultimă speranță de salvare, pentru că, fiind cea mai renumită națiune a Britaniei, locuind chiar în inima țării și în afara privirilor și a țărmurilor celor cuceriți, ne-am putea păstra până și ochii nepoluați de contagiunea sclaviei. Pentru noi, cei care locuim la marginile cele mai îndepărtate ale pământului și ale libertății, acest sanctuar îndepărtat al gloriei Britaniei a fost până acum o apărare. Acum, însă, cele mai îndepărtate limite ale Britaniei sunt deschise, iar necunoscutul devine întotdeauna minunat. Dar nu există triburi dincolo de noi, într-adevăr nimic altceva decât valuri și stânci, și totuși sunt mai îngrozitori romanii, din a căror oprimare scăparea este căutată în zadar prin ascultare și supunere. Tâlhari ai lumii, după ce au epuizat pământul prin jaful lor universal, prăduiesc profunzimile. Dacă vrăjmașul este bogat, el este lacom; dacă este sărac, poftește stăpânire; nici estul, nici apusul nu i-au putut satisface. Sunt singurii dintre oameni care râvnesc cu egală ardoare sărăcia și bogățiile. Jefuirii, măcelului, prăduirii, ei îi dau numele mincinos de imperiu; ei fac o singurătate și o numesc pace.”—Tacitus, Agricola, 
Calgacus nu este menționat în timpul bătăliei sau după aceasta și nu este enumerat ca fiind unul dintre ostaticii pe care Agricola i-a luat cu el, după ce i-a pus pe caledonieni pe fugă. Atât Calgacus, cât și discursul pot fi niște invenții ale lui Tacitus. 
Discursul său este adesea citat ca „ei fac un deșert și îl numesc pace”.